# Marmara arbutiella
Marmara arbutiella là một loài bướm đêm thuộc họ Gracillariidae. Nó được tìm thấy ở Canada và Hoa Kỳ (Oregon, Washington và California).
Ấu trùng ăn Arbutus menziesii, Arbutus unedo và Arctostaphylos species. Chúng ăn lá nơi chúng làm tổ.